# Extreme Sports
Az Extreme Sports egy amerikai sporttévé, amely a nap 24 órájában extrém sportokkal foglalkozik.
A csatorna Magyarországon a Direct One kínálatában és a Telekom kínálatában elérhető volt. Előbbi szolgáltató, ahol a kínálatból 2025. április 30-án veszik ki a csatornát.[forrás?]
A csatorna a többi AMC-csatornával szemben az orosz korhatár-besorolásokat használja.

## Sportágak a műsorkínálatban
- Szörf
- Motocross
- Síelés
- BMX